# Лъв (зодия)
Вижте пояснителната страница за други значения на Лъв.
Лъв (на латински: Leo) е петият от дванадесетте зодиакални знака в астрологията. Обхваща периода от около 23 юли до около 22 август в зависимост от конкретната година (датите на влизане и излизане на Слънцето от всеки зодиакален знак варират с един-два дена).
Той е огнен знак, свързан със съзвездието Лъв. Съответства на диапазона от 120 до 150° върху небесната координатна система.